# Medebrontes
Medebrontes fue, en la mitología griega, uno de los hijos de Heracles y de su primera esposa Megara. Medebrontes, junto con sus hermanos y madre, fue muerto por su padre en un acceso de furor, provocado por Hera, por lo que sería castigado a ponerse al servicio de Euristeo. 